# Kwadwo Poku (football, 1992)
Ne pas confondre avec le footballeur Kwadwo Gyamfi-Poku.
Kwadwo Poku est un footballeur international ghanéen né le 19 février 1992 à Kumasi. Il évolue au poste de milieu offensif au Europa FC.

## Biographie
En janvier 2015, Poku est recruté par le New York City FC pour sa saison inaugurale en MLS. Pour cela, le NYCFC acquiert ses droits du Sounders FC de Seattle en échange d'un choix de repêchage lors de la MLS SuperDraft 2017.
Le 29 juin 2016, Poku est transféré au Miami FC en 2e division dans le championnat de NASL pour un montant de 700 000 $.
En janvier 2018, alors que l'avenir de la NASL est en suspens, Poku signe en faveur de l'Anji Makhatchkala. Moins de six mois plus tard et seulement quatre matchs disputés, Poku retrouve la Floride et signe en USL avec les Rowdies de Tampa Bay.
À l'été 2020, il rejoint l'Europa FC en première division de Gibraltar.

## Palmarès
Vierge